# Herbert Gogel
Herbert Stefan Gogel (* 22. September 1954 in München) ist ein deutscher Sportjournalist  und Fernsehmoderator. Bekannt wurde er durch die Moderation der Sendung Blickpunkt Sport im Bayerischen Fernsehen.
Nach dem Abitur 1974 studierte Gogel Kommunikationswissenschaften sowie Germanistik und Theaterwissenschaften an der Universität München. Danach begann er als freier Mitarbeiter in der Sportredaktion des Bayerischen Rundfunks.
1981 moderierte er zum ersten Mal die Sendung Blickpunkt Sport. Es folgten weitere Sendungen im Ersten und im Bayerischen Fernsehen wie z. B. Bayern-Kini und Matchball.
1992 wechselte Gogel zum Deutschen Sportfernsehen, heute Sport1, und arbeitete dort weiter als Moderator und Redakteur.
1994 gründete er seine eigene Produktionsfirma.
Von 2008 bis 2011 berichtete er für Sky live vom Tennisturnier in Wimbledon und von Golfturnieren. Aktuell ist Gogel vor allem beim Tennis auf Sport1 und dessen Pay-TV-Ableger Sport1+ zu hören, sowie bei Übertragungen auf der Onlineplattform ran.de und Fernsehsender Sat.1 Gold.